# Lars Skree
Lars Jespersen-Skree er en dansk filmfotograf.

## Filmografi
- Mellem to verdener (2018)
- Hvordan man møder en havfrue (2017)
- De standhaftige (2016)
- Den kinesiske drøm (2016)
- The War Show - venner i krig (2016)
- Massakren i Dvor (2015)
- The Look of Silence (2014)
- 7.9.13 (4 afsnit, 2014)
- Chikara - Sumobryderens Søn (2014)
- Forhandleren (2014)
- Cirkusdynastiet (2014)
- Freak Out (2014)
- Slottet (2014)
- Bandekrigerne (2013)
- Bandekrigerne - En insider åbner op (2013)
- Bandekrigerne - Et farligt venskab (2013)
- Sepideh - Drømmen om stjernerne (2013)
- Putins kys (2012)
- Mig og min familie (2012)
- Tyveriet af Afrika (2012)
- Mig og min familie - Danni (2012)
- Mig og min familie - Sisse (2012)
- Max Pinlig på Roskilde - nu med mor (2012)
- Outsider 1:3 (2012)
- Outsider 2:3 (2012)
- Outsider 3:3 (2012)
- The Act of Killing (2012)
- Mysteriet om Tycho Brahes død (2012)
- Med døden til følge (2011)
- Max Pinlig 2 (2011)
- Isabella for real (2011)
- Anstalten (2011)
- Armadillo (2010)
- Blod i mobilen (2010)
- Mig og Jesper (2009)
- Fra Thailand til Thy (2008)
- Max Pinlig (2008)
- Fra Thy til Thailand (2008)
- Nybegynder (2008)
- De forbandede tegninger (2007)
- Max (2007)
- The Swenkas (2005)
- Freeway (2005)
- Mit USA (2005)
- Diplomatiets fortrop (2004)
- Levende mirakler (2004)
- Magten over kærligheden (2004)
- Baby (2003)
- Livsforsikringen (2002)
- At klappe med een hånd (2001)
- Monas verden (2001)
- Tom Merritt (1999)
- Gaias børn (1998)
- Elskovspensionisterne (1998)
- Take off (1997)
- Drømmene i Bjæverskov (1997)
- Mellem brødre (1997)
- Let's Get Lost (1997)
- Historier fra en krigsgeneration (1992)